# جون غراي (سياسي أسترالي، مواليد 1853)
جون غراي (بالإنجليزية: John Gray)‏ هو سياسي أسترالي، ولد في 1853، وتوفي في 1925. نشط حزبياً في Liberal Party (Australia, 1909) ‏. وقد انتخب عضو الجمعية التشريعية فيكتوريا عن دائرة Electoral district of Swan Hill ‏ (1904 – 1917).